# NGC 498
NGC 498 é uma galáxia lenticular (S0) localizada na direcção da constelação de Pisces. Possui uma declinação de +33° 29' 24" e uma ascensão recta de 1 horas, 23 minutos e 11,2 segundos.
A galáxia NGC 498 foi descoberta em 23 de Outubro de 1856 por William Parsons.